# 苗栗縣鄉道
苗栗縣鄉道在1961年始有編制存在，今日系統於1983年大致定型，共計119條。苗栗縣鄉道半數多為支線，是全臺灣鄉道支線比例最高的縣份。全縣各鄉鎮內均有鄉道分佈，除頭屋鄉南部、通霄鎮與銅鑼鄉中部及東側山區外均有密集的鄉道分佈。